# Mamadou Diop
Mamadou Diop (26 marzo 1955) è un ex cestista senegalese.

## Carriera
Con il Senegal ha disputato i Giochi olimpici di Mosca 1980, segnando 29 punti in 7 partite.